# US Open 2025
Die 145. US Open sind das letzte von vier Grand-Slam-Turnieren der Saison, den am höchsten dotierten und prestigeträchtigsten Tennisturnieren. Sie finden vom 24. August bis 7. September 2025 im USTA Billie Jean King National Tennis Center im Flushing-Meadows-Park im Stadtteil Queens von New York City (USA) statt. 2025 wurde damit das Turnier um einen Tag verlängert. Bei den Australian Open wurde das Turnier erstmals 2024 um einen Tag ausgedehnt. In Roland-Garros wird bereits seit 2006 über 15 Tage gespielt. Wimbledon bleibt somit das einzige Grand-Slam-Turnier, das über 14 Tage ausgespielt wird, wobei dort der spielfreie Sonntag abgeschafft wurde. Turnierdirektorin ist seit 2020 Stacey Allaster.
Die Qualifikation wird in der vorgeschalteten, sogenannten Fanweek zwischen dem 18. und 21. August 2025 durchgeführt, das Mixed-Turnier am 19. und 20. August 2025. Während der Fanweek feiern die US Open im Arthur Ashe Stadium das 75-jährige Jubiläum der Aufhebung der Rassentrennung im Tennis durch die erstmalige Teilnahme einer farbigen Tennisspielerin, Althea Gibson, an den US Open, damals noch die U.S. National Championships.
Titelverteidiger im Einzel sind Jannik Sinner bei den Herren sowie Aryna Sabalenka bei den Damen. Im Doppel sind Max Purcell und Jordan Thompson bei den Herren, Ljudmyla Kitschenok und Jeļena Ostapenko bei den Damen und Sara Errani und Andrea Vavassori im Mixed die Vorjahressieger, wobei Letztere mittels Wildcard teilnehmen dürfen.

## Änderungen im Mixed-Wettbewerb
Laut Mitteilung der United States Tennis Association (USTA) sind der 19. und 20. August 2025 für die Mixed-Partien vorgesehen, die damit in die vorgeschaltete „Fan Week“ fallen. Diese war bisher für die Einzel-Qualifikation und diverse Show-Events reserviert. Die Matches werden im Arthur Ashe Stadium und Louis Armstrong Stadium durchgeführt. Dazu sind für den Wettbewerb höhere Preisgelder vorgesehen, die von bisher 200.000 US-Dollar auf eine Million US-Dollar für das Siegerpaar steigen. Das Teilnehmerfeld wird von 32 auf 16 Teams reduziert. Ebenfalls geändert wird die Dauer der Matches, ein Satz wird lediglich bis vier gespielt – bei einem 4:4 kommt es zum Tie-Break, bei Satzgleichstand zum Match-Tie-Break. Es gilt die No-Ad-Regel, die besagt, dass bei Einstand (40:40) ein Entscheidungsball gespielt wird, dabei serviert immer Mann auf Mann und Frau auf Frau. Ausnahme ist das Finale, wo auf zwei herkömmliche Gewinnsätze gespielt wird, jedoch gegebenenfalls ein Match-Tiebreak als Entscheidungssatz bei Satzgleichstand. Das neue Format sorgte für heftige Kritik seitens vieler Spieler. Das Tennis Magazin schreibt hierzu: „Die US Open gliedern das gemischte Doppel aus und formen daraus einen Jux-Wettbewerb für Besserverdienende der Tour.“

## Berichterstattung
Die Rechte an der Übertragung erwarb Sportdeutschland.TV für die Jahre 2023 bis 2027 vom US-amerikanischen Fernsehsender ESPN. Der Streamingdienst zeigt alle Partien kostenpflichtig gegen eine Pauschale (25.- €) im Livestream. Kostenfrei sind nur die Übertragungen der Qualifikationsrunden, der Doppel (bis Viertelfinale), der Mixed und der Junioren. Zudem überträgt auch Sky Deutschland, Sky Österreich beziehungsweise Sky Switzerland im Pay-TV sowie im Livestream auf Sky Go und bei WOW TV. Durch eine Sublizenz von Sportdeutschland.TV überträgt Joyn Österreich, kostenlos die US Open live auf Joyn, Puls 24 und Puls 4.

## Turnierplan
Die erste Woche, in der die Qualifikationen und Mixed-Wettbewerbe stattfinden, wird auch Fanweek genannt. Zu den Qualifikationen besteht freier Eintritt. Das Mixed-Turnier beginnt am 19. August um 11 Uhr (17 Uhr MESZ) und am 20. August um 19 Uhr (21. August um 1 Uhr MESZ), an dem das Halbfinale und Finale stattfinden.
Matchbeginn ist für die Daysessions in der ersten Woche um 10 Uhr (16 Uhr MESZ), vom 24. August bis 3. September um 9:30 Uhr (15:30 Uhr MESZ) und für die Nightsessions 19 Uhr (1 Uhr MESZ). Das Dameneinzel-Finale beginnt um 16 Uhr (22 Uhr MESZ), das Herreneinzel-Finale um 14 Uhr (20 Uhr MESZ).
| Tag              | Turnier |
| ---------------- | --- |
| Mo. 18. August   | Qualifikation 1. Runde |
| Di. 19. August   | Qualifikation 2. Runde Mixed, Achtelfinale und Viertelfinale |
| Mi. 20. August   | Qualifikation 3. Runde Mixed, Halbfinale und Finale |
| Do. 21. August   | Qualifikation 4. Runde Auslosung |
| So. 24. August   | Dameneinzel 1. Runde Herreneinzel 1. Runde |
| Mo. 25. August   | Dameneinzel 1. Runde Herreneinzel 1. Runde |
| Di. 26. August   | Dameneinzel 1. Runde Herreneinzel 1. Runde |
| Mi. 27. August   | Dameneinzel 2. Runde Herreneinzel 2. Runde |
| Do. 28. August   | Dameneinzel 2. Runde Herreneinzel 2. Runde Damendoppel 1. Runde |
| Fr. 29. August   | Dameneinzel 3. Runde Herreneinzel 3. Runde Damendoppel 1. Runde Herrendoppel 1. Runde |
| Sa. 30. August   | Dameneinzel 3. Runde Herreneinzel 3. Runde Damendoppel 2. Runde Herrendoppel 1. Runde |
| So. 31. August   | Dameneinzel Achtelfinale Herreneinzel Achtelfinale Herrendoppel 2. Runde Damendoppel 2. Runde Junioreneinzel 1. Runde Juniorinneneinzel 1. Runde |
| Mo.1. September  | Dameneinzel Achtelfinale Herreneinzel Achtelfinale Herrendoppel 2. Runde Damendoppel 3. Runde Junioreneinzel 1. und 2. Runde Juniorinneneinzel 1. und 2. Runde Juniorendoppel 1. Runde Juniorinnendoppel 1. Runde                                                                                            |
| Di. 2. September | Herrendoppel 3. Runde Damendoppel Viertelfinale Rollstuhl Herrendoppel Viertelfinale Rollstuhl Damendoppel Viertelfinale Quaddoppel Viertelfinale Junioreneinzel 2. Runde Juniorinneneinzel 2. Runde Juniorendoppel 1. Runde Juniorinnendoppel 1. Runde Herreneinzel Viertelfinale Dameneinzel Viertelfinale |

| Tag              | Turnier |
| ---------------- | --- |
| Mi. 3. September | Herrendoppel Viertelfinale Damendoppel Halbfinale Rollstuhl Herreneinzel 1. Runde Rollstuhl Dameneinzel 1. Runde Quadeinzel 1. Runde Rollstuhl Junioreneinzel Viertelfinale Rollstuhl Juniorinneneinzel Viertelfinale Junioreneinzel 3. Runde Juniorinneneinzel 3. Runde Juniorendoppel 2. Runde Juniorinnendoppel 2. Runde Herreneinzel Viertelfinale Dameneinzel Viertelfinale                                                               |
| Do. 4. September | Herrendoppel Halbfinale Rollstuhl Herreneinzel Viertelfinale Rollstuhl Dameneinzel Viertelfinale Rollstuhl Herrendoppel Halbfinale Rollstuhl Damendoppel Halbfinale Quadeinzel Viertelfinale Quaddoppel Halbfinale Rollstuhl Junioreneinzel Halbfinale Rollstuhl Juniorinneneinzel Halbfinale Junioreneinzel Viertelfinale Juniorinneneinzel Viertelfinale Juniorendoppel Viertelfinale Juniorinnendoppel Viertelfinale Dameneinzel Halbfinale |
| Fr. 5. September | Damendoppel Finale Rollstuhl Herreneinzel Halbfinale Rollstuhl Dameneinzel Halbfinale Rollstuhl Herrendoppel Finale Rollstuhl Damendoppel Finale Quadeinzel Halbfinale Quaddoppel Finale Junioreneinzel Halbfinale Juniorinneneinzel Halbfinale Juniorendoppel Halbfinale Juniorinnendoppel Halbfinale Herreneinzel Halbfinale |
| Sa. 6. September | Herrendoppel Finale Rollstuhl Herreneinzel Finale Rollstuhl Dameneinzel Finale Quadeinzel Finale Junioreneinzel Finale Juniorinneneinzel Finale Juniorendoppel Finale Juniorinnendoppel Finale Dameneinzel Finale |
| So. 7. September | Herreneinzel Finale |

## Meldelisten
Die Meldelisten basieren auf den Weltranglisten Stand 14. Juli 2025. Der Cut-off der Damen lag bei Ranglistenplatz 99, der der Herren bei Ranglistenplatz 101.
16 Paarungen nehmen am Mixed-Wettbewerb teil. Acht Paarungen, die am 28. Juli 2025 über das höchste kombinierte Einzel-Ranking verfügen, kommen direkt ins Mixed-Feld. Die zweite Hälfte der insgesamt 16 Duos wird per Wildcard benannt.

## Protected Ranking / Special Ranking
Folgende Spieler erhalten einen geschützten Ranglistenplatz (Protected Ranking): 
- Herren
  -  Nick Kyrgios (21)
  -  Sebastian Ofner (74)
  -  Emil Ruusuvuori (83)
- Damen
  -  Petra Kvitová (14)
  -  Sorana Cîrstea (37)
  -  Zhu Lin (50)
  -  Anastasija Sevastova (65)
  -  Wang Yafan (71)
  -  Danka Kovinić (95)

## Absagen
- Herren
  -  Hubert Hurkacz (41) → ersetzt durch  Elmer Møller (102)
  -  Grigor Dimitrow (21) → ersetzt durch  Alejandro Tabilo (103)
  -  Matteo Berrettini (36) → ersetzt durch  Brandon Holt (104)

- Damen
  -  Ons Jabeur (71) → ersetzt durch  Mayar Sherif (99)
  -  Zheng Qinwen (6) → ersetzt durch  Léolia Jeanjean (100)
  -  Danka Kovinić (95 PR) → ersetzt durch  Nuria Párrizas Díaz (101)
  -  Paula Badosa (10) → ersetzt durch  Jil Teichmann (102)

## Preisgeld
Das Gesamtpreisgeld beträgt 85 Millionen US-Dollar, was einen Anstieg um 20 % zum Vorjahr bedeutet. Die Sieger im Herren- und Damen-Einzel erwartet eine Steigerung um 39 % von 3,6 Millionen US-Dollar auf 5 Millionen US-Dollar, während die Verlierer der ersten Runde im Hauptfeld sowohl im Herren- als auch im Damen-Einzel 110.000 US-Dollar erhalten. Das Gesamtpreisgeld für das Herren- und Damendoppel stieg gegenüber 2024 von 3,98 Millionen Dollar auf  4,78 Millionen Dollar in 2025 um 20 %, während das Gesamtpreisgeld für das gemischte Doppel um 425 % stieg. Alle Spieler erhalten eine Reisekostenpauschale in Höhe von 1000 US-Dollar sowie zwei Hotelzimmer im offiziellen Spielerhotel (oder 600 US-Dollar pro Tag, wenn der Spieler eine andere Unterkunft wählt). Insgesamt beträgt die Unterstützung zusätzliche 5 Millionen US-Dollar. Zusätzlich erhalten die Spieler eine kostenlose Bespannung von bis zu fünf Schlägern pro Runde. Junioren und Juniorinnen erhalten kein Preisgeld, weil es als unangemessen gilt, Jugendliche um Geld spielen zu lassen.
| Preisgeld US Open 2025 | Preisgeld US Open 2025 | Preisgeld US Open 2025 | Preisgeld US Open 2025 |
| Erreichte Runde        | Einzel                 | Doppel*                | Mixed*                 |
| ---------------------- | ---------------------- | ---------------------- | ---------------------- |
| Sieg                   | 5.000.000 $            | 1.000.000 $            | 1.000.000 $            |
| Finale                 | 2.500.000 $            | 500.000 $              | 400.000 $              |
| Halbfinale             | 1.260.000 $            | 250.000 $              | 200.000 $              |
| Viertelfinale          | 660.000 $              | 125.000 $              | 100.000 $              |
| Achtelfinale           | 400.000 $              | –                      | –                      |
| Dritte Runde           | 237.000 $              | 75.000 $               | –                      |
| Zweite Runde           | 154.000 $              | 45.000 $               | –                      |
| Erste Runde            | 110.000 $              | 30.000 $               | 20.000 $               |
| Qualifikation 3. Runde | 57.200 $               | –                      | –                      |
| Qualifikation 2. Runde | 41.800 $               | –                      | –                      |
| Qualifikation 1. Runde | 27.500 $               | –                      | –                      |

## Weltranglistenpunkte
Die Punkte für die erfolgreiche Qualifikation erhält man jeweils zusätzlich zu den Punkten in der Hauptrunde. Im Mixed werden keine Weltranglisten geführt.
| Hauptfeld    | Hauptfeld | Hauptfeld | Hauptfeld  | Hauptfeld     | Hauptfeld    | Hauptfeld    | Hauptfeld    | Hauptfeld     | Hauptfeld     | Hauptfeld              | Hauptfeld              | Hauptfeld              |
| ------------ | --------- | --------- | ---------- | ------------- | ------------ | ------------ | ------------ | ------------- | ------------- | ---------------------- | ---------------------- | ---------------------- |
| Event        | Sieger    | Finale    | Halbfinale | Viertelfinale | Achtelfinale | Runde der 32 | Runde der 64 | Runde der 128 | Qualifikation | Qualifikation 3. Runde | Qualifikation 2. Runde | Qualifikation 1. Runde |
| Herreneinzel | 2000      | 1300      | 800        | 400           | 200          | 100          | 50           | 10            | 30            | 16                     | 08                     | 0                      |
| Herrendoppel | 2000      | 1200      | 720        | 360           | 180          | 090          | 0            |               |               |                        |                        |                        |
| Dameneinzel  | 2000      | 1300      | 780        | 430           | 240          | 130          | 70           | 10            | 40            | 30                     | 20                     | 2                      |
| Damendoppel  | 2000      | 1300      | 780        | 430           | 240          | 130          | 10           |               |               |                        |                        |                        |

| Junioren           | Junioren | Junioren | Junioren   | Junioren      | Junioren     | Junioren     | Junioren    | Junioren      |
| ------------------ | -------- | -------- | ---------- | ------------- | ------------ | ------------ | ----------- | ------------- |
| Event              | Sieger   | Finale   | Halbfinale | Viertelfinale | Achtelfinale | Runde der 32 | Qualifikant | Qualifikation |
| Junioren-Einzel    | 375      | 270      | 180        | 120           | 75           | 30           | 25          | 20            |
| Juniorinnen-Einzel | 375      | 270      | 180        | 120           | 75           | 30           | 25          | 20            |
| Junioren-Doppel    | 270      | 180      | 120        | 75            | 45           |              |             |               |
| Juniorinnen-Doppel | 270      | 180      | 120        | 75            | 45           |              |             |               |

| Rollstuhltennis/Quad | Rollstuhltennis/Quad | Rollstuhltennis/Quad | Rollstuhltennis/Quad | Rollstuhltennis/Quad |
| -------------------- | -------------------- | -------------------- | -------------------- | -------------------- |
| Event                | Sieger               | Finale               | Halbfinale           | Viertelfinale        |
| Einzel               | 800                  | 500                  | 375                  | 100                  |
| Doppel               | 800                  | 500                  | 100                  |                      |
| Quad Einzel          | 800                  | 500                  | 100                  |                      |
| Quad Doppel          | 800                  | 100                  |                      |                      |

| Junioren-Rollstuhltennis | Junioren-Rollstuhltennis | Junioren-Rollstuhltennis | Junioren-Rollstuhltennis | Junioren-Rollstuhltennis | Junioren-Rollstuhltennis |
| ------------------------ | ------------------------ | ------------------------ | ------------------------ | ------------------------ | ------------------------ |
| Event                    | Sieger                   | Finale                   | Halbfinale               | Viertelfinale            | Achtelfinale             |
| Junioreneinzel           | 40                       | 30                       | 23                       | 12                       | 2                        |
| Juniorinneneinzel        | 40                       | 30                       | 15                       | 2                        |                          |

## Mixed
Das Mixed-Turnier wurde dem eigentlichen Turnierbeginn vorgeschaltet und findet bereits in der Fanweek statt.
Setzliste
| Nr. | Paarung                      | Erreichte Runde |
| --- | ---------------------------- | --------------- |
| 01. | Jessica Pegula Jack Draper   |                 |
| 02. | Jelena Rybakina Taylor Fritz | Achtelfinale    |
| 03. | Iga Świątek Casper Ruud      |                 |
| 04. | Amanda Anisimova Holger Rune | Achtelfinale    |

## Herreneinzel
Setzliste
| Nr. | Spieler           | Erreichte Runde |
| --- | ----------------- | --------------- |
| 01. | Jannik Sinner     |                 |
| 02. | Carlos Alcaraz    |                 |
| 03. | Alexander Zverev  |                 |
| 04. | Taylor Fritz      |                 |
| 05. | Jack Draper       |                 |
| 06. | Ben Shelton       |                 |
| 07. | Novak Đoković     |                 |
| 08. | Alex de Minaur    |                 |
| 09. | Karen Chatschanow |                 |
| 10. | Lorenzo Musetti   |                 |
| 11. | Holger Rune       |                 |
| 12. | Casper Ruud       |                 |
| 13. | Daniil Medwedew   |                 |
| 14. | Tommy Paul        |                 |
| 15. | Andrei Rubljow    |                 |
| 16. | Jakub Menšík      |                 |

| Nr. | Spieler                     | Erreichte Runde |
| --- | --------------------------- | --------------- |
| 17. | Frances Tiafoe              |                 |
| 18. | Alejandro Davidovich Fokina |                 |
| 19. | Francisco Cerúndolo         |                 |
| 20. | Arthur Fils                 |                 |
| 21. | Jiří Lehečka                |                 |
| 22. | Tomáš Macháč                |                 |
| 23. | Ugo Humbert                 |                 |
| 24. | Alexander Bublik            |                 |
| 25. | Flavio Cobolli              |                 |
| 26. | Félix Auger-Aliassime       |                 |
| 27. | Stefanos Tsitsipas          |                 |
| 28. | Denis Shapovalov            |                 |
| 29. | Alex Michelsen              |                 |
| 30. | Tallon Griekspoor           |                 |
| 31. | Brandon Nakashima           |                 |
| 32. | Gabriel Diallo              |                 |

## Dameneinzel
Setzliste
| Nr. | Spielerin              | Erreichte Runde |
| --- | ---------------------- | --------------- |
| 01. | Aryna Sabalenka        |                 |
| 02. | Iga Świątek            |                 |
| 03. | Coco Gauff             |                 |
| 04. | Jessica Pegula         |                 |
| 05. | Mirra Andrejewa        |                 |
| 06. | Madison Keys           |                 |
| 07. | Jasmine Paolini        |                 |
| 08. | Amanda Anisimova       |                 |
| 09. | Jelena Rybakina        |                 |
| 10. | Emma Navarro           |                 |
| 11. | Karolína Muchová       |                 |
| 12. | Elina Switolina        |                 |
| 13. | Jekaterina Alexandrowa |                 |
| 14. | Clara Tauson           |                 |
| 15. | Darja Kassatkina       |                 |
| 16. | Belinda Bencic         |                 |

| Nr. | Spielerin            | Erreichte Runde |
| --- | -------------------- | --------------- |
| 17. | Ljudmila Samsonowa   |                 |
| 18. | Beatriz Haddad Maia  |                 |
| 19. | Elise Mertens        |                 |
| 20. | Diana Schneider      |                 |
| 21. | Linda Nosková        |                 |
| 22. | Victoria Mboko       |                 |
| 23. | Naomi Ōsaka          |                 |
| 24. | Weronika Kudermetowa |                 |
| 25. | Jeļena Ostapenko     |                 |
| 26. | Sofia Kenin          |                 |
| 27. | Marta Kostjuk        |                 |
| 28. | Magdalena Fręch      |                 |
| 29. | Anna Kalinskaja      |                 |
| 30. | Dajana Jastremska    |                 |
| 31. | Leylah Fernandez     |                 |
| 32. | McCartney Kessler    |                 |

## Herrendoppel
Setzliste
| Nr. | Paarung | Erreichte Runde |
| --- | ------- | --------------- |
| 01. |         |                 |
| 02. |         |                 |
| 03. |         |                 |
| 04. |         |                 |
| 05. |         |                 |
| 06. |         |                 |
| 07. |         |                 |
| 08. |         |                 |

| Nr. | Paarung | Erreichte Runde |
| --- | ------- | --------------- |
| 09. |         |                 |
| 10. |         |                 |
| 11. |         |                 |
| 12. |         |                 |
| 13. |         |                 |
| 14. |         |                 |
| 15. |         |                 |
| 16. |         |                 |

## Damendoppel
Setzliste
| Nr. | Paarung                            | Erreichte Runde |
| --- | ---------------------------------- | --------------- |
| 01. | Kateřina Siniaková Taylor Townsend |                 |
| 02. | Sara Errani Jasmine Paolini        |                 |
| 03. | Gabriela Dabrowski Erin Routliffe  |                 |
| 04. | Weronika Kudermetowa Elise Mertens |                 |
| 05. | Mirra Andrejewa Diana Schneider    |                 |
| 06. | Ljudmyla Kitschenok Ellen Perez    |                 |
| 07. | Asia Muhammad Demi Schuurs         |                 |
| 08. | Guo Hanyu Alexandra Panowa         |                 |

| Nr. | Paarung                                 | Erreichte Runde |
| --- | --------------------------------------- | --------------- |
| 09. | Anna Danilina Aleksandra Krunić         |                 |
| 10. | Tímea Babos Luisa Stefani               |                 |
| 11. | Chan Hao-ching Jiang Xinyu              |                 |
| 12. | Jekaterina Alexandrowa Zhang Shuai      |                 |
| 13. | Tereza Mihalíková Olivia Nicholls       |                 |
| 14. | Beatriz Haddad Maia Laura Siegemund     |                 |
| 15. | Cristina Bucșa Nicole Melichar-Martinez |                 |
| 16. | Caroline Dolehide Sofia Kenin           |                 |

## Junioreneinzel
Setzliste
| Nr. | Spieler | Erreichte Runde |
| --- | ------- | --------------- |
| 01. |         |                 |
| 02. |         |                 |
| 03. |         |                 |
| 04. |         |                 |
| 05. |         |                 |
| 06. |         |                 |
| 07. |         |                 |
| 08. |         |                 |

| Nr. | Spieler | Erreichte Runde |
| --- | ------- | --------------- |
| 09. |         |                 |
| 10. |         |                 |
| 11. |         |                 |
| 12. |         |                 |
| 13. |         |                 |
| 14. |         |                 |
| 15. |         |                 |
| 16. |         |                 |

## Juniorinneneinzel
Setzliste
| Nr. | Spieler | Erreichte Runde |
| --- | ------- | --------------- |
| 01. |         |                 |
| 02. |         |                 |
| 03. |         |                 |
| 04. |         |                 |
| 05. |         |                 |
| 06. |         |                 |
| 07. |         |                 |
| 08. |         |                 |

| Nr. | Spieler | Erreichte Runde |
| --- | ------- | --------------- |
| 09. |         |                 |
| 10. |         |                 |
| 11. |         |                 |
| 12. |         |                 |
| 13. |         |                 |
| 14. |         |                 |
| 15. |         |                 |
| 16. |         |                 |

## Juniorendoppel
Setzliste
| Nr. | Paarung | Erreichte Runde |
| --- | ------- | --------------- |
| 01. |         |                 |
| 02. |         |                 |
| 03. |         |                 |
| 04. |         |                 |

| Nr. | Paarung | Erreichte Runde |
| --- | ------- | --------------- |
| 05. |         |                 |
| 06. |         |                 |
| 07. |         |                 |
| 08. |         |                 |

## Juniorinnendoppel
Setzliste
| Nr. | Paarung | Erreichte Runde |
| --- | ------- | --------------- |
| 01. |         |                 |
| 02. |         |                 |
| 03. |         |                 |
| 04. |         |                 |

| Nr. | Paarung | Erreichte Runde |
| --- | ------- | --------------- |
| 05. |         |                 |
| 06. |         |                 |
| 07. |         |                 |
| 08. |         |                 |

## Herreneinzel-Rollstuhl
Setzliste
| Nr. | Spieler | Erreichte Runde |
| --- | ------- | --------------- |
| 01. |         |                 |
| 02. |         |                 |
| 03. |         |                 |
| 04. |         |                 |

## Dameneinzel-Rollstuhl
Setzliste
| Nr. | Spielerin | Erreichte Runde |
| --- | --------- | --------------- |
| 01. |           |                 |
| 02. |           |                 |
| 03. |           |                 |
| 04. |           |                 |

## Herrendoppel-Rollstuhl
Setzliste
| Nr. | Paarung | Erreichte Runde |
| --- | ------- | --------------- |
| 01. |         |                 |
| 02. |         |                 |

## Damendoppel-Rollstuhl
Setzliste
| Nr. | Paarung | Erreichte Runde |
| --- | ------- | --------------- |
| 01. |         |                 |
| 02. |         |                 |

## Quadeinzel
Setzliste
| Nr. | Spieler | Erreichte Runde |
| --- | ------- | --------------- |
| 01. |         |                 |
| 02. |         |                 |
| 03. |         |                 |
| 04. |         |                 |

## Quaddoppel
Setzliste
| Nr. | Paarung | Erreichte Runde |
| --- | ------- | --------------- |
| 01. |         |                 |
| 02. |         |                 |

## Kommendes Turnier
Die US Open 2026 sollen vom 31. August bis 13. September 2026 in Flushing Meadows stattfinden.